# Cedergrenska tornet

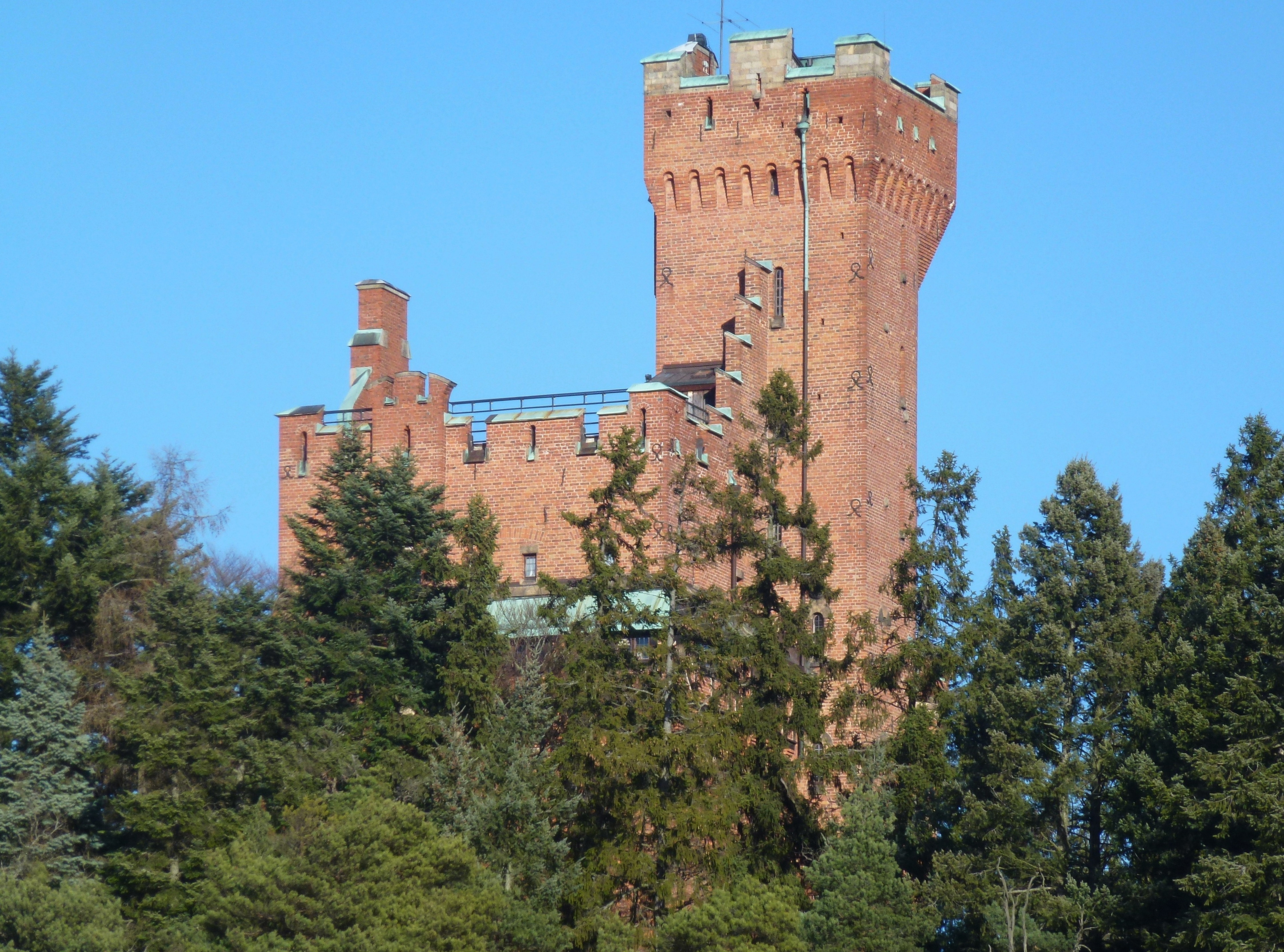
Cedergrenska tornet, 2014.

Cedergrenska tornet är en kommunalt ägd  byggnad i Cedergrenska parken i Danderyds kommun. Det byggdes på uppdrag av jägmästare Albert Gotthard Nestor Cedergren (1849–1921) på dennes mark i Stocksund. Cedergren hade varit den förste som köpte mark av Stockby AB, ett aktiebolag som hade grundats för att exploatera mark och skapa ett villasamhälle i Stocksund. Efter att tornet stått ofullbordat under många år slutfördes bygget och invigdes den 21 april 1996. Byggnaden är k-märkt. Idag drivs byggnaden av skolkoncernen Cedergrenska och används bland annat som event- och konferenslokal.

## Historik

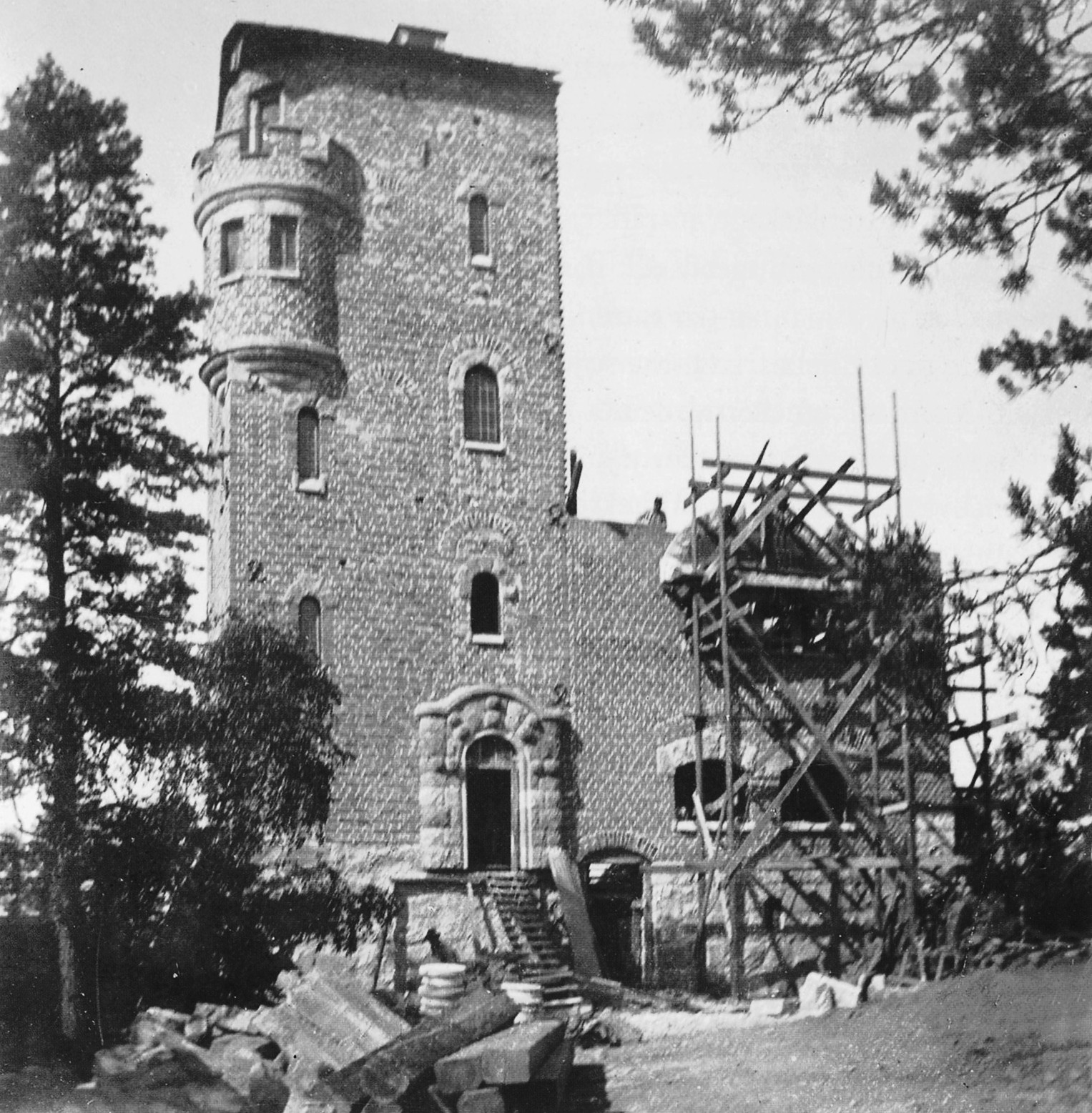
Cedergrenska tornet under uppförande.

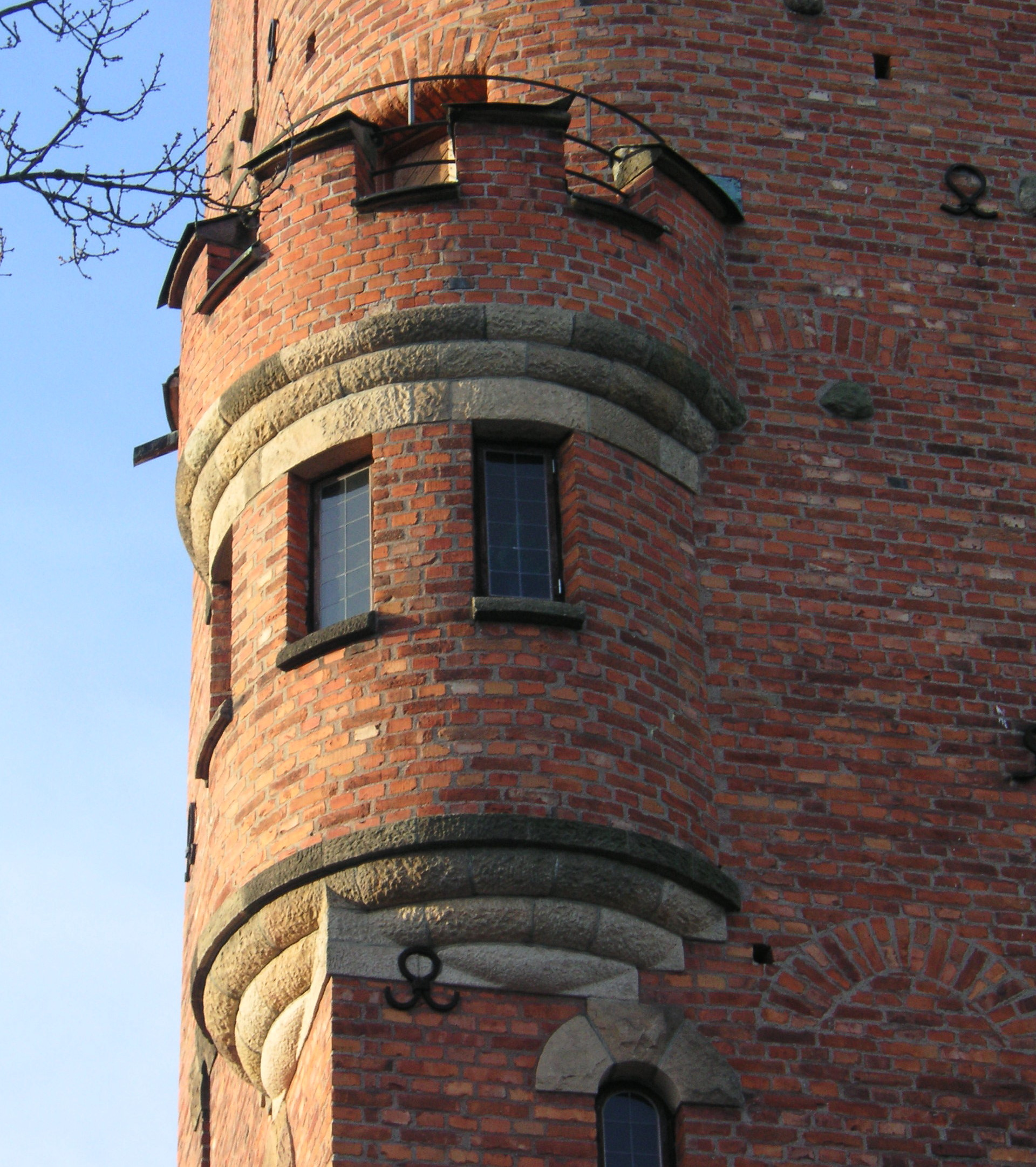
En hörnturell.

Tornet började byggas 1896 på den cedergrenska tomtens högsta punkt. Vad Cedergrens egentliga planer var med tornet är svårt att veta, han tycks ha varit mer intresserad av själva bygget än att verkligen få tornet färdigt. Tornet byggdes i rött tegel, i romantiserad medeltida stil med gamla byggnadsmetoder. Flera arkitekter var inblandade under byggets gång, från början Ferdinand Boberg, Erland Heurlin och senare Lars Israel Wahlman. Till det yttre var tornet klart 1908, men fortfarande vid Cedergrens bortgång 1921 väntade interiören på sin fullbordan.
Cedergrens döttrar Vera och Naja testamenterade tornet och marken med dess botaniska trädgård till Skogshögskolan, som således erhöll egendomen vid Naja Cedergrens bortgång 1975. Skogshögskolan överlät emellertid fastigheten till Nordiska museet. Tornet led ett långt gånget förfall, men problemet löstes efter många diskussioner genom att det såldes vidare till Danderyds kommun 1981. 
Under åren 1994-1996 slutfördes slutligen bygget och på 100-årsdagen 21 april 1996 invigdes det. Idag används Cedergrenska tornet som en restaurang, fest- och konferensanläggning. Under julen arrangeras det julbord i det julpyntade tornet och på söndagar brukar det serveras brunch i den stora riddarsalen.
Cedergrenska tornet har i sig blivit en symbol för Stocksund. Tornet kan ses som ett landmärke vid färd ut mot Roslagen från Stockholm, det syns framåt till höger när man färdas norrut på broarna över Stocksundet. Stocksunds IF använder sedan länge en bild av tornet i sin symbol, vilket föreningen från början erhöll tillstånd till, från jägmästaren själv, som också på andra sätt stödde föreningens verksamhet.
På okänd plats i tornet finns ett skrin inmurat. Detta får öppnas 21 april 2096 då tornet fyllt 200 år.